# Bilheteria dos cinemas no Brasil em 2020
Lista com o valor de arrecadação em reais e o público dos principais filmes lançados nos cinemas de todo o Brasil no ano de 2020, com a ressalva que a partir da terceira semana de março, as salas foram forçadas a fechar para conter a pandemia de COVID-19, ao ponto de zerar a bilheteria. Os  números só voltaram em junho, com o ressurgimento do cinema drive-in para adequar a normas de segurança, embora sem estreias novas. As salas de exibição normais só voltaram a abrir no segundo semestre.

## Líderes de arrecadação nos fins de semana
| Data            | Filme                               | Arrecadação (em R$) | Público   | Notas                                       | Ref.  |
| --------------- | ----------------------------------- | ------------------- | --------- | ------------------------------------------- | ----- |
| 5 de janeiro    | Frozen 2                            | 35 601 396          | 2 011 423 | Maior estreia do ano                        |       |
| 12 de janeiro   | Minha Mãe é Uma Peça 3              | 22 190 206          | 1 282 617 | Terceira semana em cartaz; filme brasileiro |       |
| 19 de janeiro   | Jumanji: Próxima Fase               | 17 167 810          | 950 739   |                                             |       |
| 26 de janeiro   | Jumanji: Próxima Fase               | 9 366 341           | 526 992   |                                             |       |
| 2 de fevereiro  | Bad Boys Para Sempre                | 7 239 829           | 411 211   |                                             |       |
| 9 de fevereiro  | Arlequina em Aves de Rapina         | 10 751 090          | 621 413   |                                             |       |
| 16 de fevereiro | Sonic - O Filme                     | 11 630 754          | 708 752   |                                             |       |
| 23 de fevereiro | Sonic - O Filme                     | 7 015 401           | 429 750   |                                             |       |
| 1 de março      | Sonic - O Filme                     | 6 175 729           | 376 556   |                                             |       |
| 8 de março      | Dois Irmãos: Uma Jornada Fantástica | 4 664 207           | 255.956   |                                             |       |
| 15 de março     | Bloodshot                           | 2 393 217           | 144.307   |                                             |       |
| 7 de junho      | O Parque dos Sonhos                 | 21 800              | 1.035     | Exibição em drive-ins                       | [ 3 ] |
| 14 de junho     | Nasce Uma Estrela                   | 51 000              | 2.300     | Exibição em drive-ins                       | [ 4 ] |
| 21 de junho     | Jumanji: Próxima Fase               | 27 580              | 1.344     | Exibição em drive-ins                       | [ 5 ] |
| 28 de junho     | O Homem Invisível                   | 17 405              | 804       | Exibição em drive-ins                       |       |
| 6 de julho      | Shazam!                             | 18 660              | 862       | Exibição em drive-ins                       |       |
| 12 de julho     | Minha Mãe é Uma Peça 3              | 23 841              | 966       | Exibição em drive-ins                       |       |
| 19 de julho     | Como Treinar o Seu Dragão 3         | 29 380              | 1 282     | Exibição em drive-ins                       |       |
| 26 de julho     | Homem-Aranha: Longe de Casa         | 14 225              | 668       | Exibição em drive-ins                       |       |
| 2 de agosto     | O Rei Leão                          | 32 107              | 1.220     | Exibição em drive-ins                       |       |
| 9 de agosto     | O Rei Leão                          | 18 250              | 854       | Exibição em drive-ins                       |       |
| 16 de agosto    | Dois Irmãos: Uma Jornada Fantástica | 14 529              | 697       | Exibição em drive-ins                       |       |
| 23 de agosto    | Pets: A Vida Secreta dos Bichos 2   | 19 260              | 923       | Exibição em drive-ins                       |       |
| 30 de agosto    | O Roubo do Século                   | 27 790              | 1.080     | Exibição em drive-ins                       |       |
| 7 de setembro   | A Maldição do Espelho               | 58 970              | 3.730     |                                             |       |
| 13 de setembro  | Scooby! O Filme                     | 138 900             | 7.160     |                                             |       |
| 20 de setembro  | Scooby! O Filme                     | 134 940             | 8.800     |                                             |       |
| 27 de setembro  | A Ilha da Fantasia                  | 115 790             | 8.030     |                                             |       |
| 4 de outubro    | A Ilha da Fantasia                  | 172 100             | 11.320    |                                             |       |
| 11 de outubro   | Scooby! O Filme                     | 1 230 000           | 89.670    |                                             |       |
| 18 de outubro   | A Ilha da Fantasia                  | 1 110 000           | 77.480    |                                             |       |
| 25 de outubro   | Os Novos Mutantes                   | 1 030 000           | 61.930    |                                             |       |
| 1 de novembro   | Tenet                               | 2 050 000           | 107.900   |                                             |       |
| 8 de novembro   | Tenet                               | 1 080 000           | 57 100    |                                             |       |
| 15 de novembro  | Tenet                               | 684 100             | 35 120    |                                             |       |
| 22 de novembro  | Convenção das Bruxas                | 1 130 000           | 70.100    |                                             |       |
| 29 de novembro  | Convenção das Bruxas                | 845 180             | 63.710    |                                             |       |
| 6 de dezembro   | Trolls 2                            | 784 340             | 124.480   | Segunda semana em cartaz                    |       |
| 13 de dezembro  | Trolls 2                            | 602 360             | 37.450    |                                             |       |
| 20 de dezembro  | Mulher-Maravilha 1984               | 8 440 000           | 482 900   |                                             |       |
| 27 de dezembro  | Mulher-Maravilha 1984               | 2 720 638           | 149 500   |                                             |       |

## Arrecadação total
| #  | Filme                               | Estúdio                  | Arrecadação(em R$) | Público Total | Ref.  |
| -- | ----------------------------------- | ------------------------ | ------------------ | ------------- | ----- |
| 1  | Frozen 2                            | Walt Disney Studios      | 124.760.000        | 7.970.000     |       |
| 2  | Jumanji: Próxima Fase               | Sony Pictures            | 53.945.007         | 3.357.816     | [ 6 ] |
| 3  | Sonic - O Filme                     | Paramount Pictures       | 44.930.410         | 3.003.686     | [ 6 ] |
| 4  | Arlequina em Aves de Rapina         | Warner Bros.             | 30.953.849         | 2.005.029     | [ 6 ] |
| 5  | Mulher-Maravilha 1984               | Warner Bros.             | 30.642.227         | 1.887.121     | [ 7 ] |
| 6  | 1917                                | Universal Studios        | 23.954.882         | 1.230.024     | [ 6 ] |
| 7  | Bad Boys Para Sempre                | Sony Pictures            | 22.032.020         | 1.392.385     | [ 6 ] |
| 8  | Dolittle                            | Universal Studios        | 13.764.165         | 860.814       | [ 6 ] |
| 9  | Maria e João - O Conto das Bruxas   | Imagem Filmes            | 12.026.524         | 797.053       | [ 6 ] |
| 10 | O Homem Invisível                   | Universal Studios        | 10.138.619         | 610.651       | [ 6 ] |
| 11 | Dois Irmãos: Uma Jornada Fantástica | Walt Disney Studios      | 7.691.508          | 465.439       | [ 6 ] |
| 12 | Adoráveis Mulheres                  | Sony Pictures            | 6.934.484          | 351.655       | [ 6 ] |
| 13 | Um Espião Animal                    | 20th Century Fox         | 6.417.236          | 413.964       | [ 6 ] |
| 14 | Tenet                               | Warner Bros.             | 5.951.933          | 331.856       |       |
| 15 | Destruição Total - O Último Refúgio | Diamond Films            | 5.823.888          | 373.277       |       |
| 16 | Os Novos Mutantes                   | 20th Century Fox         | 5.515.306          | 359.425       | [ 6 ] |
| 17 | Jojo Rabbit                         | Fox Searchlight Pictures | 5.511.687          | 271.273       | [ 6 ] |
| 18 | Trolls 2                            | Universal Studios        | 5.376.190          | 342.165       |       |
| 19 | Convenção das Bruxas                | Warner Bros.             | 4.696.708          | 331.635       |       |
| 20 | Scooby! O Filme                     | Warner Bros.             | 4.359.318          | 309.429       |       |